# Два болтуна
«Два болтуна» — интермедия испанского писателя Мигеля де Сервантеса, не включённая в сборник «Восемь комедий и восемь интермедий, новых, ни разу не представленных на сцене» 1615 года. Она была впервые опубликована в 1617 году в составе сборника произведений Лопе де Вега без указания имени автора, который к тому времени уже умер. Вместе с «Двумя болтунами» увидели свет интермедии «Убежище для полоумных» и «Севильский острог», которые впоследствии тоже приписывали Сервантесу.
В «Двух болтунах» исследователи видят «глубокую риторико-театральную эстетическую проблематику, иронически скрытую за моральным наставлением».